# بورس نیوزیلند
بورس نیوزیلند (به انگلیسی: New Zealand Exchange) بازار بورس اوراق بهادار مستقر در ولینگتون، نیوزیلند است، که در سال ۲۰۰۲راه‌اندازی شد، ولی ریشه‌های تأسیس آن، به دهه ۱۸۷۰ میلادی باز می‌گردد.
بازار بورس نیوزیلند هم‌اکنون دارای ۲۳۳ شرکت عضو در فهرست خود می‌باشد و در سال ۲۰۰۹ ارزش بازار آن، معادل ۴۹٫۰۲ میلیارد دلار برآورد گردید.